# Groene pens

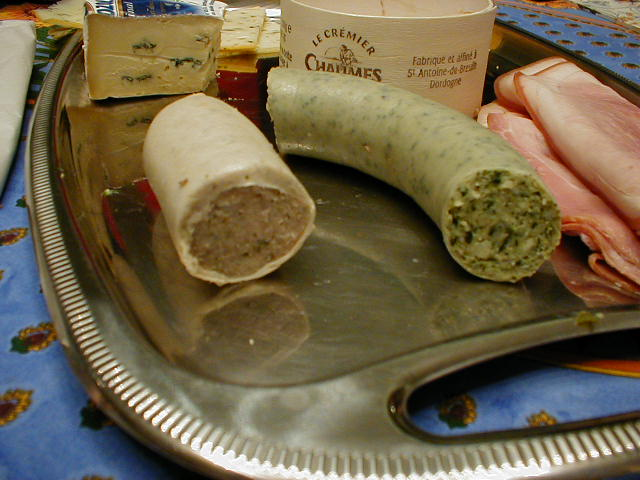
Vète trépe uit Orp-le-Petit (rechts)

Groene pens is een Belgische culinaire specialiteit afkomstig uit Orp-le-Petit, in de provincie Waals-Brabant, waar het bekend staat als vète trêpe.
De worst wordt gemaakt van savooie- en boerenkool, wit varkensvlees en kruiden.

## Geschiedenis en oorsprong
Deze worst komt uit Waals-Brabant, waar hij vète trêpe wordt genoemd. Het is de gastronomische specialiteit van Orp-le-Petit, een gehucht in de gemeente Orp-Jauche.
De oorsprong van groene pens gaat minstens terug tot de middeleeuwen. Savooiekool wordt geteeld in Orp-le-Petit langs de Henri-Fontaine-beek en is een van de hoofdingrediënten.
Volgens een overlevering stopten in 1830 Waalse troepen op weg naar Brussel om de Nederlandse bezetters het land uit te verdrijven in Orp, waar ze door de inwoners werden verwelkomd met spijs en drank en vooral met meters groene pens.
Deze dorpslegende werd bevestigd door de recente vondst op de zolder van het oude gemeentehuis van een bordeauxrode vlag die in 1830 door het Luikse comité voor voedselvoorziening aan de gemeente Orp werd geschonken als dank voor deze maaltijden. Deze vlag siert nu de gemeenteraadszaal van Orp-Jauche.

## Ingrediënten
De verhoudingen van de ingrediënten van de groene pens zijn: 1/3 kool (waarvan 1/3 savooiekool en 2/3 boerenkool) en 2/3 varkensvlees en een geheim kruidenmengsel. 

## Consumptie
Deze pens kan zowel warm als koud worden gegeten. Ze wordt in plakjes gesneden bij het aperitief. Ze wordt als gerecht warm geserveerd met aardappelpuree en in boter gestoofde wortelschijfjes, rode kool of appels, in vieren gesneden en mooi bruin gebakken in de pan.